# Leende guldbruna ögon (TV-serie)
Leende guldbruna ögon är en miniserie, som ursprungligen visades i SVT under tre måndagar i rad under perioden 26 februari-12 mars 2007 (och repriserades under november 2008) Den är regisserad av Anna Hylander och Emiliano Goessens efter manus av Anders Weidemann. Serien har ett antirasistiskt dansbandstema, och innehåller mycket dansbandsmusik. Även Christer Sjögren medverkar, och spelar sig själv. Tomas Ledin har också en cameo-roll. Den 28 februari 2007 släpptes musiken.
Serien är delvis inspelad i Rågsved, i södra Stockholm.

## Handling
23-årige Lennart Johansson från Fellingsbro är mörkhyad, vill bli dansbandsstjärna och har Christer Sjögren som idol. Han vill sjunga med dansbandet Sven Bodins, men får inte det på grund av sin hudfärg. Sven Bodins påstår sig själva inte ha något emot mörkhyade dansbandssångare, men menar att det finns för mycket rasfördomar inom dansbandsgenren. Lennart Johansson bestämmer sig då för att starta ett eget dansband.

## Rollista
- Yankho Kamwendo - Lennart
- Fares Fares - Roshan
- Sheraye Esfandyari - Fatima
- Miran Kader Kamala - Mehram
- Peter Viitanen - Sammi
- Dennis Önder - Roddy
- Kim Anderzon - Eva
- Ann-Sofie Rase - Sandra
- Ison & Fille - Carlos och Mike
- Reine Brynolfsson - dansarrangör
- Alexander Skarsgård - dansbandssångare
- Torkel Petersson - Sven Bodin
- Sofia Bach - Mia
- Thomas Hanzon - TV-producent
- Babben Larsson - Lennarts mamma
- Claes Månsson - Lennarts pappa
- Sofia Helin - Skivbolagschef
- Eric Ericsson - Anders Weidemann
- Sohello Shah - Tunnelbanevakt
- Lottie Ejebrant - Begravningsentreprenören
- Johan H:son Kjellgren - Sammis pappa
- Nisti Stêrk - butiksinnehavaren
- Dante Holmberg - Gitarrist, Sven Bodins
- Tomas Källman - Trummis, Sven Bodins
- Ludvig Ludde Olin - Keyboard, Sven Bodins
- Tomas Ledin - som sig själv
- Anders Lundin - som sig själv
- Christer Sjögren - som sig själv

### Fotnoter
1. ↑  Ola Söderlind (26 februari 2007). ”Succé för "Leende guldbruna ögon"”. Aftonbladet. http://www.aftonbladet.se/nojesbladet/tv/article10888401.ab. Läst 27 december 2015.
2. ↑  ”Leende guldbruna ögon”. Svensk mediedatabas. 25 februari 2007. http://smdb.kb.se/catalog/search?q=%22Leende+guldbruna+%C3%B6gon%22+typ%3Atv&sort=OLDEST. Läst 30 mars 2011.